# Shajingzi Shuiku
Shajingzi Shuiku är en reservoar i Kina. Den ligger i storstadsområdet Tianjin, i den norra delen av landet, omkring 54 kilometer söder om stadens centrum. Arean är 2,6 kvadratkilometer. Trakten runt Shajingzi Shuiku består i huvudsak av gräsmarker. Den sträcker sig 2,2 kilometer i nord-sydlig riktning, och 2,6 kilometer i öst-västlig riktning.
Genomsnittlig årsnederbörd är 683 millimeter. Den regnigaste månaden är juli, med i genomsnitt 253 mm nederbörd, och den torraste är januari, med 4 mm nederbörd.